# Ridgeway (Virginia)
Ridgeway è un comune degli Stati Uniti d'America, situato nello Stato della Virginia, nella Contea di Henry. 
La cittadina è conosciuta per essere la città natale del musicista e cantante George Clanton.